# Алексенко Володимир Аврамович
Володи́мир Авра́мович Але́ксенко (27 січня 1923 — 16 червня 1995) — радянський військовий льотчик-штурмовик, учасник Другої світової війни, двічі Герой Радянського Союзу, генерал-лейтенант авіації. Депутат Верховної Ради Української РСР 5-го та 8-го скликань.

## Життєпис
Народився 27 січня 1923 року в селі Київське Кримського району Краснодарського краю в селянській родині. Українець. У 1940 році закінчив середню школу й аероклуб.
До РСЧА призваний у травні 1941 року. У 1942 році закінчив Краснодарську військову авіаційну школу пілотів. Член ВКП(б) з 1943 року.
На фронтах Німецько-радянської війни з лютого 1943 року. Був пілотом, командиром авіаційної ескадрильї, штурмового авіаційного полку.
У складі 277-ї штурмової авіаційної дивізії на Ленінградському та 3-тю Білоруському фронтах штурмував ворожі батареї, що обстрілювали Ленінград, завдавав повітряні удари по військових комунікаціяя і скупченнях живої сили і техніки ворога на Карельському перешийку, в Прибалтиці, Східній Пруссії.
Війну закінчив на посаді командира 15-го гвардійського штурмового авіаційного полку 277-ї штурмової авіаційної дивізії 1-ї повітряної армії 3-го Білоруського фронту. Загалом здійснив 292 вдалих бойових вильоти. На його рахунку десятки знищених на аеродромах літаків, 33 танки, 118 автомашин, 53 залізничні вагони, 85 повозок, 15 бронетранспортерів, 10 складів з боєприпасами, 27 атрилерійських і 54 зенітних гармати, 12 мінометів, сотні солдатів і офіцерів ворога.
Після війни до жовтня 1949 року продовжував військову службу у ВПС СРСР заступником командира штурмового авіаційного полку Прибалтійського військового округу (місто Тарту, Естонська РСР). У 1954 році закінчив Військово-повітряну академію у селищі Моніно.
У травні-серпні 1954 року — заступник командира 31-го гвардійського винищувального авіаційного полку у Групі радянських військ в Німеччині. З 1954 року — заступник командира з льотної підготовки, а в 1955-1957 роках — командир 743-го винищувального авіаційного полку в Групі радянських військ у Німеччині; з жовтня 1956 року — в Прибалтійському військовому окрузі (місто Валга, Естонська РСР). З 1957 року — заступник командира з льотної підготовки, а в червні-серпні 1958 року — 1-й заступник командира 123-ї винищувальної авіаційної дивізії у Прибалтійському військовому окрузі (місто Валга, Естонська РСР).
У серпні 1958 — червні 1960 — командир 195-ї гвардійської винищувальної авіаційної дивізії у Південній групі військ радянських військ (Угорщина). У 1962 році закінчив Військову академію Генерального штабу. 
З липня 1962 року — заступник командувача з бойової підготовки, в січні 1964 — жовтні 1967 року — 1-й заступник командувача, а в жовтні 1967 — червні 1974 року — командувач 48-ї (з квітня 1968 року — 5-ї повітряної армії), штаб якої дислокувався в Одесі. У 1968 році отримав військове звання генерал-лейтенант авіації.
У серпні 1974 — грудні 1977 — помічник з ВПС і ППО представника Головного командування Об'єднаними збройними силами держав — учасниць Варшавського договору у Болгарській народній армії.
З серпня 1978 року генерал-лейтенант авіації Алексенко — в запасі. Мешкав у місті Одеса. Помер 16 червня 1995 року. Похований на Другому християнському цвинтарі Одеси.

## Нагороди
Указом Президії Верховної Ради СРСР від 19 квітня 1945 року гвардії капітан Алексенко Володимир Аврамович за 230 успішних бойових вильотів на штурмовку скупчень ворожих військ і техніки, за звитягу і мужність, виявлені при виконанні бойових завдань, удостоєний звання Героя Радянського Союзу з врученням ордена Леніна і медалі «Золота Зірка» (№ 6129).
Указом Президії Верховної Ради СРСР від 29 червня 1945 року гвардії майор Алексенко Володимир Аврамович нагороджений другою медаллю «Золота Зірка» (№ 8677).
Нагороджений орденом Леніна, чотирма орденами Червоного Прапора, орденом Олександра Невського, двома орденами Вітчизняної війни 1-го ступеня, орденом Вітчизняної війни 2-го ступеня, двома орденами Червоної Зірки й медалями.
Військовий льотчик 1-го класу.

## Пам'ять
На батьківщині встановлено бронзове погруддя Героя.